# إيريكا إيليناك
إيريكا إيليناك (بالإنجليزية: Erika Eleniak)‏ هي عارضة وممثلة أمريكية، ولدت في 29 سبتمبر 1969 بغلينديل في الولايات المتحدة. من الجوائز التي نالتها بلاي بوي بلاي ميت سنة 1989.

## أعمال

### أفلام
- (1982) إي تي
- (1992) تحت الحصار[6]

### مسلسلات
- ميامي

## جوائز
- بلاي بوي بلاي ميت (1989)

## وصلات خارجية
- إيريكا إيليناك على موقع IMDb (الإنجليزية)
- إيريكا إيليناك على موقع روتن توميتوز (الإنجليزية)
- إيريكا إيليناك على موقع ألو سيني (الفرنسية)
- إيريكا إيليناك على موقع تيرنر كلاسيك موفيز (الإنجليزية)
- إيريكا إيليناك على موقع أول موفي (الإنجليزية)
- إيريكا إيليناك على موقع قاعدة بيانات الأفلام السويدية (السويدية)
- إيريكا إيليناك على موقع إن إن دي بي (الإنجليزية)
- إيريكا إيليناك على موقع قاعدة بيانات الفيلم (الإنجليزية)
- إيريكا إيليناك على موقع كينوبويسك (الروسية)